# Robert Shaw (igralec)
Robert Archibald Shaw, angleško-ameriški igralec, romanopisec in dramatik * 9. avgust 1927 Westhoughton, Lancashire, Anglija † 28. avgust 1978 Tourmakeady, County Mayo, Irska. 
Za oskarja in zlati globus je bil nominiran za vlogo Henryja VIII v dramskem filmu A Man for All Seasons (1966). Igral je zmešanega mafijca Doyla Lonnegana v filmu The Sting (1973) in lovca na morske pse, Quint, v Žrelu (1975). Med Shaw-jevimi pomembnimi filmskimi vlogami so: Russia for love (1963), Battle of Britain (1969), Young Winston (1972), The Taking of Pelham One Two Three (1974), Robin in Marian (1976) in Black Sunday (1977). 
Shaw je začel svojo kariero v gledališču, po drugi svetovni vojni pa se je pridružil Royal Shakespeare Company in igral v produkcijah Macbeth, Henry VIII, Cymbeline in drugih Shakespearovih igrah. S podjetjem Old Vic (1951–52) je nadaljeval predvsem v Shakespearjevih vlogah. Leta 1959 je igral v West End produkciji The Long and the Short and Tall.

## Zgodnje življenje
Robert Shaw se je rodil 9. avgusta 1927 v ulici King v Westhoughtonu v Lancashireu. Bil je sin nekdanje medicinske sestre Doreen Nora (née Avery), in Thomas Archibald Shaw, zdravnik Škotskega porekla. Imel je tri sestre po imenu Elisabeth, Joanna in Wendy, in enega brata z imenom Alexander. Ko je bil star sedem let, se je družina preselila na Škotsko in si našla službo v Stromnessu v Orkneyju. Ko je bil Shaw star 12 let, se je njegov oče ubil. Družina se je nato preselila v Cornwall, kjer je Shaw obiskoval samostojno šolo Truro. Za kratek čas je bil učitelj v pripravljalni šoli Glenhow v Saltburn-by-the-Sea na severnem jahanju Yorkshirea, preden je obiskal Kraljevo akademijo dramske umetnosti v Londonu, diplomiral je leta 1948.

## Filmska kariera

### Zgodnja kariera
Shaw je začel svojo igralsko kariero v gledališču, igral in nastopal je v regionalnem gledališču po vsej Angliji. Igral je v produkciji Macbeth v Stratfordu Royal Shakespeare Company leta 1946.
Leta 1947 je na britanski TV nastopil v The Cherry Orchard; tudi za ta medij je uprizoril prizore iz Dvanajste noči in Macbeth. Dve sezoni je igral v Stratfordu.
Igral je majhno vlogo v filmu The Lavender Hill Mob (1951), ko je proti koncu filma igral policijskega laboratorija; naslednje leto je debitiral v Londonu v West Endu v gledališču Embassy v Caro William. Tistega leta je na TV igral v filmu A Time to Be Born (1952). V Stratford se je vrnil leta 1953. 
Shaw je igral majhne vloge v filmu The Dam Busters (1955), TV različici The Scarlet Pimpernel (1956), filmih Doublecross (1956) in Hill v Koreji (1956) (poleg drugih mladih igralcev, kot je Michael Caine), in TV  različica Hindle Wakes (1957).                                                                                                               

### Buccaneers
Shaw je postal televizijski zvezdnik v Angliji, ko je igral kot kapitana Dan Tempest v filmu The Buccaneers (1956–57), ki je nastopal v 39 epizodah.             
Do tega trenutka je bil televizijski vodilni moški, ki je imel glavne vloge v TV filmih, kot sta Uspeh (1957) in TV različici Ruperta iz Hentzaua (1957).  Velik odrski uspeh je imel leta 1959 v filmu The Long and the Short and the Tall on West End v režiji Lindsay Anderson, ki je bil posnet za televizijo (čeprav se Shaw ni pojavil v različici igranega filma). 
Shaw je igral majhne vloge v Sea Fury (1958) in Libel (1959) ter nastopal v filmu William Tell, Televizijski hiši ITV, The Four Just Men in Danger Man. Igral je tudi v TV igrah, kot so The Dark Man, Misfire in The Train Set.
Leta 1961 je nastopil v broadwayski produkciji Harolda Pinterja The Caretaker skupaj z Donaldom Pleasenceom in Alanom Batesom. Shaw je nadomestil Petera Woodthorpa, ki je z drugimi igral na odru v Londonu. Potekal je na 165 nastopov. Imel je dobre vloge v vojnem filmu The Valiant in Jutri ob desetih (oba iz leta 1962). Shaw je igral glavne vloge v televizijskih različicah filma The Winter's Tale in The Father (obe iz leta 1962). On, Pleasence in Bates so reprizirali njihove nastope v filmski različici The Caretaker (1963);  Shaw je bil del konzorcija, ki mu je pomagal financirati. 

### Napisana dela
Njegov prvi roman Skrivališče, objavljen leta 1960, je bil deležen pozitivnih kritik. Njegov drugi roman Sončni zdravnik (1961) je leta 1962 prejel Hawthorndenovo nagrado.

### Človek v stekleni kabini
Njegovo delo Človek v stekleni kabini je bila uspešna objavljena v Londonu leta 1967. Naslednje leto se je preselil na Broadway in bil uspešnen, saj je nastopil v 264 predstavah. Največ pozornosti mu je pritegnila njegova priredba za oder The Man in the Glass Booth. Knjiga in igra predstavljata zapleteno in moralno dvoumno zgodbo o človeku, ki je v različnih obdobjih zgodbe bodisi judovski poslovnež, ki se pretvarja, da je nacistični vojni zločinec, ali nacistični vojni zločinec, ki se pretvarja, da je judovski poslovnež. Predstava je bila precej sporna, ko so jo uprizorili v Veliki Britaniji in ZDA, nekateri kritiki so hvalili Shawovo "luštno, spretno in zapleteno preučevanje moralnih vprašanj narodnosti in identitete", drugi pa ostro kritični do Shawovega ravnanja s tako občutljivo temo. 

Človek v stekleni kabini je bil še dodatno razvit za zaslon, toda Shaw ni dovolil nastalega scenarija in njegovo ime je bilo odstranjeno iz dobropisov.  Vendar pa si je Shaw ogledal dokončan film pred njegovo izdajo in zahteval, da se njegovo ime ponovno postavi. Leta 2002 je režiser Arthur Hiller povezal začetni ugovor Shawa na scenarij in njegovo nadaljnjo spremembo srca:
Ko smo se odločili, da potrebujemo več čustev v filmu, in se nagnili k temu, smo očitno poskušali biti iskreni do Roberta Shawa, da bi to intelektualno igro ohranili, ampak ustvarili več čustvenega okolja. In Robert Shaw je postal zelo moten. Ideja mu ni bila všeč in res, če si boste ogledali film, boste videli, da se njegovo ime ne pojavlja v dobrotah, niti ne piše, 'na podlagi predstave Človek v kozarcu Booth, ker nam tega ni dovolil. Ideja mu preprosto ni bila všeč, dokler ni videl filma. Nato je poklical scenarista Eddieja Anhalta in mu čestital, ker se mu je zdelo - samo ohranil je želeni ton in to storil tako dobro. In poklical je Mort Abrahams-a, izvršnega producenta, da bi videl, ali bi lahko dobil njegovo ime za končne dobropise. Toda za njegovo obnovitev je bilo prepozno, vsi odtisi so bili narejeni.

### Filmska zvezda
Shaw je svoje največje filmsko slovo dosegel po igranju leta 1975 v filmu Žrelo v katerem je igral izkušenega lovca na morske pse, ribiča Quinta. Shaw je nerad prevzel igranje te vloge, ker mu knjiga ni bila všeč, vendar se je odločil, da bo na poziv tako svoje žene, igralke Mary Ure, kot tudi njegove tajnice sprejel - "Zadnjič, ko sta bila tako navdušena, je bil film iz Rusije z ljubeznijo. In imeli so prav". 
Shaw je nato igral v filmu End of the Game (1975);  Diamonds (1975), Robin in Marian (1976) kot šerif v Nottinghamu nasproti Audrey Hepburn (Maid Marian) in Sean Connery (Robin Hood);  Swashbuckler (1976); v črni nedelji (1977) igralca svetilnika in lovca na zaklade Romerja Treecea v filmu The Deep (1977), za katerega je bil njegov honorar 650.000 USD; in kot izraelski agent Mossada David Kabakov v filmu Črna Nedelja (1977). 
Med snemanjem filma 10 iz Navaroneja (1978) je Shaw dejal: "Resno razmišljam, da bi bil to morda moj zadnji film ... Nimam več kaj resničnega povedati. V nekaterih vlogah sem zgrožen. V filmu nisem enostaven. Ne spomnim se zadnjega filma, v katerem sem uživala".  "Posnel je še en film, Avalanche Express, ki je izšel eno leto po njegovi smrti. Dejal je, da bo to uporabil za plačilo davkov, nato pa se osredotočil na pisanje in snemanje "občasnega majhnega filma". 

## Zasebno življenje
Shaw je bil trikrat poročen in imel je 10 otrok, od katerih sta bila dva posvojena. Njegova prva žena je bila Jennifer Bourke od leta 1952 do 1963, s katero je imel štiri hčerke. Njegova druga žena je bila igralka filma Mary Clock, od leta 1963 do 1975, s katero sta imela štiri otroke, med njimi hčerki Elizabeth (rojena 1963) in Hannah (rojena 1965). Sina Colina (rojen 1961) je iz prejšnje zakonske zveze posvojil z dramatikom Johnom Osbornom; po intervjuju s Colinom je bil Shawov sin, ki se je rodil med afero, medtem ko je bil Ure še vedno poročen z Osbornom. Shawov sin Ian (rojen 1969) je postal tudi igralec. Ta poroka se je končala z Urejevo smrtjo zaradi prevelikega odmerjanja droge. Njegova tretja in zadnja žena je bila Virginia Jansen od leta 1976 do njegove smrti leta 1978, s katero je imel enega sina Thomasa in je iz prejšnjega razmerja posvojil njenega sina Charlesa.  Shawov vnuk (prek hčerke Deborah in filmskega producenta Evzena Kolarja) je ameriški glasbenik in skladatelj Rob Kolar. 
Zadnjih sedem let svojega življenja je Shaw živel v hiši Drimbawn v mestu Tourmakeady v okrožju Mayo na Irskem. Tako kot njegov oče, je bil tudi Shaw večino življenja alkoholik.

## Smrt
Robert Shaw je umrl 28. avgusta 1978 na Irskem, star 51 let potem, ko je doživel srčni infarkt. Tega dne se je popoldne z avtom vozil iz Castlebarja v okrožju Mayo do svojega doma v Tourmakeadyju. Ko mu je nenadoma postalo slabo, je ustavil avto, stopil ven iz avta ter nato padel na tla in umrl na cesti. Takrat sta ga spremljala njegova žena Virginia in njun sin Thomas. Odpeljala sta ga v Splošno bolnišnico Castlebar, kjer so ga zdravniki razglasili za mrtvega. Takrat je ravnokar končal igranje v filmu Plaz ekspres. Njegovo truplo je bilo kremirano, pepel pa raztresen v bližini njegovega doma v Tourmakeadiju. Tam je bil v njegovo čast postavljen kamniti spomenik, avgusta 2008.
Njegovo posestvo je znašalo 92.416 funtov. Njegov londonski dom, ki si ga je delil s svojo pokojno ženo, igralko Mary Ure, je bil v ulici Curzon 56, Mayfair, ki je bil v tistem času ekskluzivni stanovanjski blok stanovanj.

## Spomini
V Shawovi rojstni hiši Westhoughton je zdaj gostilna, imenovano po njem.                                                                                                      
Villain Sebastian Shaw iz stripov X-Men je poimenovan in po njegovem vzorcu. 

## Filmografija

### Filmi
| Leto | Film                       | Vloga                         | Opombe          |
| ---- | -------------------------- | ----------------------------- | --------------- |
| 1947 | Češnjev sadovnjak          |                               |                 |
| 1951 | Mob Lavender Hill          | Kemik na policijski razstavi  |                 |
| 1954 | The Dam Busters            | Letalski letalnik. J. Pulford |                 |
| 1956 | Dvojni križ                | Ernest                        |                 |
| 1957 | Rupert iz Hentzaua         | Rupert of Hentzau             |                 |
| 1958 | Morska furija              | Gorman                        |                 |
| 1959 | Libel                      | Prvi fotograf                 |                 |
| 1960 | Temni človek               | Alan Regan                    |                 |
| 1961 | Nevarni človek             | Tony Costello                 |                 |
| 1962 | Valiant                    | Lieutenant Field              |                 |
| 1963 | The Caretaker              | Aston                         |                 |
| 1964 | Hamlet                     | Claudius, Kralj Denmark       |                 |
| 1965 | Bitka pri izboklini        | Martin Hessler                |                 |
| 1966 | Moški za vse letne čase    | Kralj Henry VIII              |                 |
| 1967 | Custer of the West         | Genij George Armstrong Custer |                 |
| 1968 | Luter                      | Martin Luter                  |                 |
| 1969 | Bitka za Anglijo           | Squadron Leader "Skipper"     |                 |
| 1970 | Podobe v pokrajini         | MacConnachie                  |                 |
| 1971 | Mesto imenovano Bastard    | Priest                        |                 |
| 1972 | Mladi Winston              | Lord Randolph Churchill       |                 |
| 1973 | Hierling                   | Steven Ledbetter              |                 |
| 1974 | Odvzem Pelhama ena dva tri | Bernard Ryder                 |                 |
| 1975 | Žrelo                      | Quint                         |                 |
| 1976 | Robin in Marian            | Šerif iz Nottinghama          |                 |
| 1977 | Črna nedelja               | Župan David Kabokov           |                 |
| 1978 | Moč 10 iz Navaronea        | Major Keith Mallory           |                 |
| 1979 | Plaz Express               | General Marenkov              | izdano posmrtno |